# ورم غدة صماء
ورم غدة صماء أو ورم الغدد الصماء هو ورمٌ يؤثر على واحدةٍ أو أكثر من غدد جهاز الغدد الصماء، ويشمل مثلًا الورم الكظري وورم الغدة النخامية. يعد سرطان الغدة الدرقية أكثر هذه الأورام شيوعًا. كما أنَّ بعذ الحالات مثل سرطان البنكرياس أو سرطان المبيض يُمكن اعتبارها من أورام الغدد الصماء، أو تصنيفها ضمن أنظمةٍ أخرى. ويُصنف ورم الغدة الصنوبرية عادةً ضمن أورام الدماغ بسبب موقعه.[بحاجة لمصدر]